# Борисов, Александр Александрович (тренер)
Александр Александрович Борисов (бел. Аляксандр Аляксандравіч Барысаў; род. 9 апреля 1949, Могилёв) — советский и белорусский баскетболист и тренер. Мастер спорта СССР (1972). Заслуженный тренер Республики Беларусь (1994). Главный тренер сборной Белоруссии (1995—1998, 2000—2007).

## Биография
Александр Борисов — воспитанник ДЮСШ №5 города Могилёва. Первый тренер — Илья Михайлович Миронов. Выступал за юношескую сборную БССР. В 1967 году получил приглашение в минский «Спартак», вскоре преобразованный в РТИ, где и провёл всю игровую карьеру. Окончил Белорусский институт физической культуры.
В 1974 году перешёл на тренерскую работу. Сначала работал с женскими командами, с 1985 года — с мужскими командами. Под руководством Александра Борисова белорусские клубы РТИ, «Гродно-93», «Виталюр» 10 раз побеждали в чемпионате Белоруссии и 5 раз в Кубке Белоруссии, российский клуб «Динамо» (Москва) стал серебряным призёром чемпионата России и полуфиналистом Кубка Европы, молодёжная сборная Белоруссии (U-22) выиграла чемпионат Европы-1994, юношеская сборная БССР 1969 года рождения завоевала серебряные медали первенства СССР-1986. С 1995 по 2007 год Александр Борисов руководил (с перерывом) национальной сборной Белоруссии.
По опросу газеты «Прессбол» признавался лучшим мужским баскетбольным тренером Беларуси 2006 года, а по опросу, приуроченному к 80-летию белорусского баскетбола в 2003 году признан лучшим мужским баскетбольным тренером Беларуси 80-летия.

## Сборная Белоруссии
Александр Борисов работал главным тренером национальной сборной Белоруссии в 1995—1998 и 2000—2007 годах.
Кроме того, он руководил молодёжной сборной Белоруссии (U-22) на чемпионатах Европы 1994 года (1 место) и 1996 года (10 место), возглавлял юниорскую сборную Белоруссии (U-18) в 2007—2009 годах и молодёжную сборную Белоруссии (U-20) в 2009—2010 годах, а также работал ассистентом главного тренера молодёжной сборной (U-20) в 2013—2017 годах.

## Семья
Отец, Александр Алексеевич (род. 1910) — преподаватель, был первым директором Могилёвского машиностроительного техникума (1947—1961) и первым ректором Могилёвского машиностроительного института (1961—1969).
Жена, Светлана Ивановна — бывшая спортсменка, мастер спорта СССР по спортивной гимнастике. Дочери — Юлия и Ольга  (теннисистка).
Брат, Виктор Александрович (род. 1945) — баскетбольный тренер. Племянник, Александр (род. 1975) — белорусский баскетболист, выступал за могилёвский «Темп-ОШВСМ» (1992—2010).

## Достижения

### В качестве тренера
- Чемпион Белоруссии (10): 1992/93, 1994/95, 1998/99, 1999/2000, 2000/01, 2001/02, 2002/03, 2003/04, 2005/06, 2006/07.
- Серебряный призер чемпионата Белоруссии (1): 1993/94.
- Серебряный призер чемпионата России (1): 1995/96.
- Обладатель Кубка Белоруссии (5): 2000, 2001, 2002, 2003, 2006.
- Чемпион Европы среди молодёжных команд (1): 1994.